# Economia gerencial
A economia gerencial (algumas vezes chamada de economia da empresa) é um ramo da economia que aplica a análise microeconômica a métodos de decisão de empresas ou outras unidades de administração. Ela interliga a teoria econômica com a economia na prática. Ela inspira-se fortemente nas técnicas quantitativas tais como regressão e correlação, cálculo lagrangiano (linear). Se há um tema unificador que aparece em grande parte da economia gerencial, esse tema é a tentativa de otimizar decisões empresariais dados os objetivos da firma e as restrições impostas pela escassez, por exemplo através do uso de investigação operacional e programação.

## Áreas de decisão gerencial
- Avaliação de fundos investíveis
- Seleção da área da empresa
- Escola do produto
- Determinação da produção ótima
- Determinação do preço do produto
- Determinação da combinação de insumos e tecnologia
- promoção de vendas

## Aplicações
Quase todas as decisões da empresa podem ser analisadas com técnicas de economia gerencial, mas ela é mais comumente aplicada a:
- Análise de risco - vários modelos são usados para quantificar o risco e a informação assimétrica e para empregá-los em regras de decisão para gerenciar o risco;
- Análise da produção - técnicas microeconômicas são usadas para analisar a eficiência da produção, alocação ótima de fatores, custos, economia de escala e para estimar a função de custo da firma;[3]
- Análise do preço - técnicas microeconômicas são usadas para analisar várias decisões de pricing, incluindo preços de transferência, joint product pricing, discriminação de preços, estimativas de elasticidade-preço, e escolha do método de preço ótimo;
- Orçamento de capital - a teoria do investimento é usada para examinar as decisões de aquisição de capital de uma empresa.[4]

Em universidades, o assunto é ensinado principalmente em pós-graduações avançadas e escolas de negócios. Ela é abordada como um assunto de integração. Isto é, ela integra muitos conceitos de uma grande variedade de cursos pré-requisitos. Em muitos países, é possível que um formado em economia entenda caso tenha conhecimento sobre economia financeira, teoria dos jogos, orçamento empresarial e organização industrial.